# Сејвил (Њујорк)
Сејвил (енгл. Sayville) насељено је место без административног статуса у америчкој савезној држави Њујорк.

## Демографија
По попису из 2010. године број становника је 16.853, што је 118 (0,7%) становника више него 2000. године.
| Група             | 2000.          | 2010.          |
| Белци             | 15.653 (93,5%) | 15.415 (91,5%) |
| Афроамериканци    | 121 (0,7%)     | 183 (1,1%)     |
| Азијати           | 340 (2,0%)     | 309 (1,8%)     |
| Хиспаноамериканци | 505 (3,0%)     | 814 (4,8%)     |
| Укупно            | 16.735         | 16.853         |